# Elosu
Elosu es un concejo del municipio de Villarreal de Álava, en la provincia de Álava, País Vasco (España).

## Historia
Hacia mediados del siglo XIX, el lugar, ya por entonces perteneciente a Villarreal de Álava, tenía contabilizada una población de 140 habitantes. Aparece descrito en el séptimo volumen del Diccionario geográfico-estadístico-histórico de España y sus posesiones de Ultramar de Pascual Madoz con las siguientes palabras:

ELOSU: l. del ayunt. de Villareal (3/4 de leg.), prov. de Alava, part. jud. de Vitoria (3), c. g. de las Provincias Vascongadas, aud. terr. de Burgos (22 1/2), dióc. de Calahorra (20 1/2). sit. en un alto á la der. del camino de Vitoria á Bilbao, con clima sano: tiene 33 casas, escuela concurrida por 13 niños y 3 niñas, y dotada con 160 rs. mensuales: igl. parr. (San Miguel), aneja de Villareal, y servida por 1 beneficiado de su cabildo. El térm. confina N. con Vizcaya y montes de Urquiola; E. Villareal; S. Nafarrate, y O. los espresados montes: en él se encuentran 4 fuentes, 2 de aguas comunes, 1 ferruginosa y otra sulfurosa: tiene monte robledal. El terreno participa de monte y es poco llano, y de mediana calidad: le baña por E. el r. Sta. Engracia, al que se une un riachuelo llamado Sta. Pia. Los caminos son locales. El correo se recibe de Villareal. prod.: trigo, maiz y patatas; cria ganado vacuno y lanar, y caza mayor. ind.: 1 molino harinero. pobl.: 40 vec. y 140 alm. contr.: con su ayuntamiento. (V.)
(Madoz, 1847, p. 470)

En 2022, la entidad singular de población tenía empadronados 116 habitantes y el núcleo de población, 95.

## Demografía
| Gráfica de evolución demográfica de Elosu entre 2000 y 2017 |
|                                                             |
| Población de derecho según los censos de población del INE. |

## Patrimonio
Hay en el lugar una iglesia de San Miguel Arcángel.